# Norma Tanega
Norma Cecilia Tanega (Vallejo, 30 de enero de 1939 – Claremont, 19 de diciembre de 2019) fue una cantautora de folk y artista estadounidense. En la década de 1960, tuvo un éxito con el sencillo «Walkin' My Cat Named Dog» y escribió canciones para Dusty Springfield y otros destacados músicos. En décadas posteriores, Tanega trabajó sobre todo como percusionista, tocando varios estilos musicales en los grupos Baboonz, hybridVigor y Ceramic Ensemble. También escribió la canción «You're Dead», que se utilizó como tema principal de la película What We Do in the Shadows y de la serie de televisión del mismo nombre.
Falleció de cáncer de colon el 29 de diciembre de 2019 en su hogar de Claremont, California a los ochenta años.

## Discografía

### Como solista

#### Sencillos
- «Walkin' My Cat Named Dog» / «I'm the Sky» (New Voice, 1966)
- «A Street That Rhymes at Six A.M.» / «Treat Me Right» (New Voice, 1966)
- «Bread» / «Waves» (New Voice, 1966)
- «Run, On the Run» / «No Stranger Am I» (New Voice, 1967)
- «Nothing Much Is Happening Today» / «Antarctic Rose» (RCA, 1971)

#### Álbumes
- Walkin' My Cat Named Dog (New Voice, 1966)
- I Don't Think It Will Hurt If You Smile (RCA, 1971)

#### Compilados
- In the Shadows (Warner Music Group, 2019)
- I’m the Sky: Studio and Demo Recordings, 1964–1971 (Anthology Recordings, 2022)

### Como miembro de un grupo

#### hybridVigor
- hybridVigor (1996)
- II by 3 (2000)

#### Latin Lizards
- Dangerous (2001)

#### Norma Tanega and John Zeretzke
- Push (2003)

#### Norma Tanega and Brian Ransom
- Internal Medicine (2008)

#### Baboonz
- Baboonz (2008)
- HA! (2009)
- 8 Songs Ate Brains (2011)

#### Norma Tanega and Steve Rushingwind Ruiz
- Twin Journeys (2012)